# 短瓣繁缕
短瓣繁缕（学名：Stellaria brachypetala）为石竹科繁缕属的植物。分布在俄罗斯、哈萨克、蒙古以及中国大陆的青海、新疆、内蒙古、甘肃等地，生长于海拔1,700米至2,900米的地区，多生长于山地，目前尚未由人工引种栽培。